# Équipe d'Australie de rugby à sept
Cet article traite de l'équipe masculine. Pour l'équipe féminine, voir Équipe d'Australie féminine de rugby à sept.
L'équipe d'Australie de rugby à sept est l'équipe qui représente l'Australie dans les principales compétitions internationales de rugby à sept au sein du World Rugby Sevens Series, de la Coupe du monde de rugby à sept et des Jeux du Commonwealth.

## Palmarès

### Coupe du monde
- 1993 (Écosse): Finaliste
- 1997 (Hong Kong): Quart de finale
- 2001 (Argentine): Finaliste
- 2005 (Hong Kong): Demi-finale
- 2009 (Dubaï, Émirats arabes unis) : 10e (quart de finale de Plate)
- 2013 (Russie) : Quart de finale
- 2018 (San Francisco, États-Unis) : 10e (finale Challenge Trophy)

### World Rugby Sevens Series
- Étapes remportées (7) :
  - Vainqueur de l'étape néo-zélandaise en 2000
  - Vainqueur de l'étape chinoise en 2001
  - Vainqueur de l'étape malaisienne en 2001
  - Vainqueur de l'étape anglaise en 2001, 2010
  - Vainqueur de l'étape japonaise en 2012
  - Vainqueur de l'étape australienne en 2018

### Jeux du Commonwealth
- Médaille d'argent en 2010
- Médaille de bronze en 1998 et 2014

### Jeux mondiaux
- Médaille d'argent en 2001

## Effectif actuel[Quand?]
| Joueur               | Poste   | Club                     | Sélections |
| -------------------- | ------- | ------------------------ | ---------- |
| Ed Jenkins (c)       | Avant   | Sydney University        | 41         |
| Nick Malouf          | Avant   | University of Queensland | 22         |
| Sam Myers            | Avant   | Northern Suburbs         | 17         |
| Tom Cusack           | Avant   | Canberra Royals          | 13         |
| Pat McCutcheon       | Avant   | Sydney University        | 10         |
| Boyd Killingworth    | Avant   | Warringah Rats           | 1          |
| Simon Kennewell      | Avant   |                          |            |
| Con Foley            | Arrière | University of Queensland | 36         |
| Greg Jeloudev        | Arrière | Sydney University        | 32         |
| Lewis Holland        | Arrière | Queanbeyan Whites        | 28         |
| Cameron Clark        | Arrière | Northern Suburbs         | 26         |
| James Stannard       | Arrière | Souths                   | 25         |
| Pama Fou             | Arrière | Souths                   | 25         |
| Allan Fa’alava’au    | Arrière | Endeavour Hills          | 21         |
| Tom Lucas            | Arrière | Sunnybank                | 13         |
| Tom Kingston         | Arrière | Sydney University        | 2          |
| Henry Hutchison      | Arrière | Randwick                 | 1          |
| Stephan van der Walt | Utility | Souths                   | 2          |
| Henry Speight        | Utility | Gunghalin                | 1          |